# قیام زید بن علی
قیامی به رهبری زید بن علی فرزند زین العابدین و نوه پسری حسین بن علی و برادر محمد باقر در ۱۲۲ق یا ۷۴۰ میلادی در کوفه علیه هشام بن عبدالملک و خلافت اموی بود که در نتیجهٔ آن، زید شکست خورد و کشته شد.
زید برای تحقیق، توسط حاکم جدید کوفه، در مورد پرداخت‌های حاکم قبلی، عبدالله القسری به او، به آن شهر رفته بود که مردم کوفه مطلع شدند و با او بیعت کرده و او را متقاعد کردند که برای پس گرفتن خلافت از بنی‌امیه قیام کند. مردم کوفه که در سال ۶۱ هجری، پدربزرگ او حسین بن علی را همین‌گونه حمایت نکرده و تنها گذاشتند که باعث شکست او گردید. قیام زید منجر به شکل‌گیری قیام‌هایی دیگری علیه امویان و مقدمه برای سقوط خلافت اموی شد و همچنین منجر به تشکیل مذهب زیدیه شد که اعتقاد به امام غایب ندارند و معتقدند هرکس از فرزندان حسن یا حسین در برابر ظلم قیام کند، امام حاضر است و باید از او تبعیت کرد.

## پیش‌زمینه

### از خلافت معاویه تا واقعه کربلا

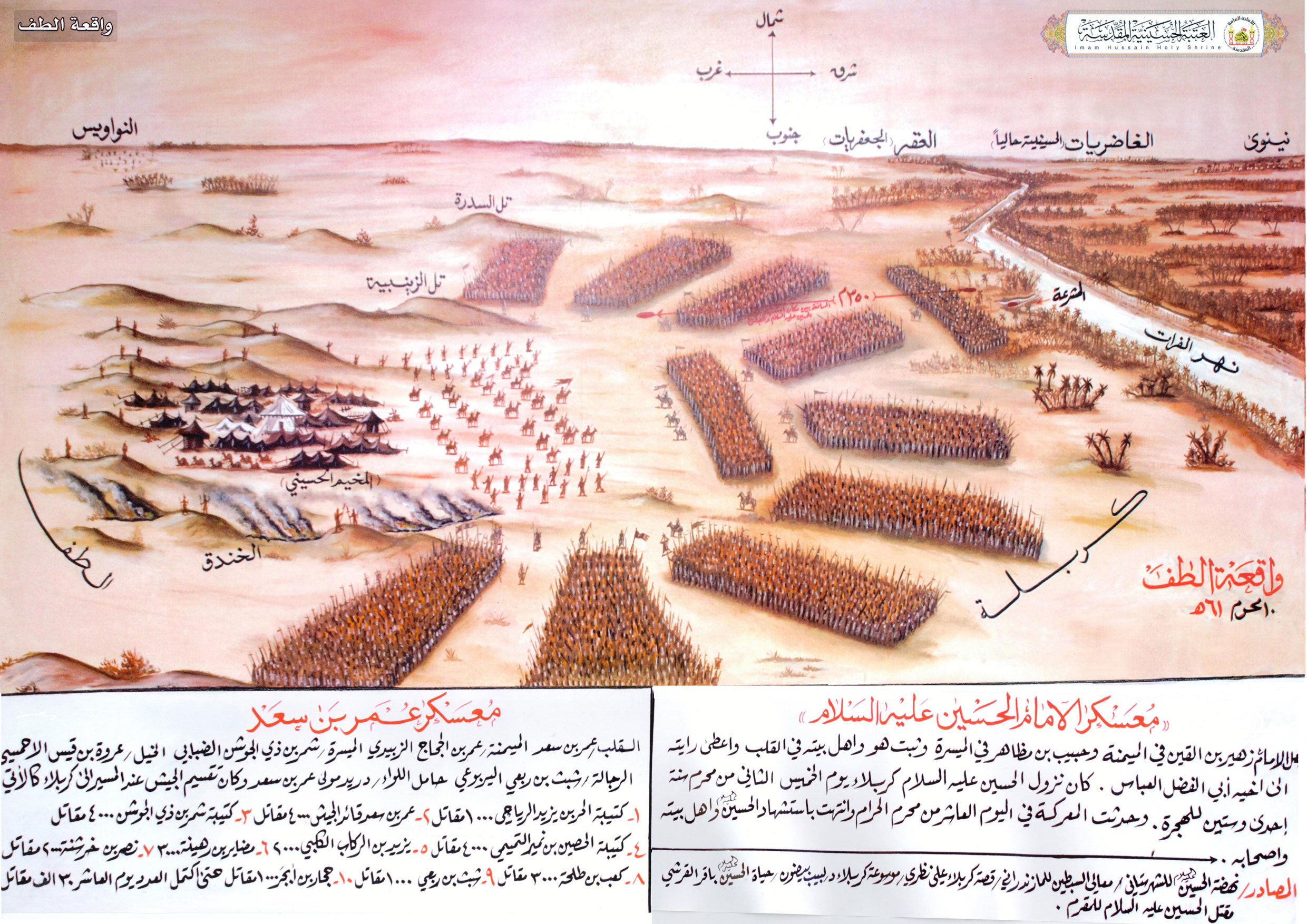
نقاشی‌ای از آرایش نظامی لشکریان حسین بن علی و عمر بن سعد در نبرد کربلا

در سال ۴۱ ه‍.ق معاویة بن ابی‌سفیان فرمانروایی قلمروی اسلامی را به دست آورده و خلافت اموی را در آن استوار کرد. معاویه تا زمان مرگش در سال ۶۰ ه‍.ق حکومت را در اختیار داشت و سعی کرد تا زمینهٔ انتقال موروثی خلافت برای فرزندش یزید را فراهم کند. این امر مخالفت بزرگان جامعهٔ اسلامی را در پی داشت. حسین بن علی و شیعیان هوادار وی، خواستار پایبندی معاویه به عهدنامهٔ صلح مبنی بر عدم تعیین جانشین از سوی وی و جمعی دیگر درصدد ایجاد شورای خلافت بودند. پس از مرگ معاویه، کوفیان به حسین بن علی نامه نوشتند و از او خواستند خلافت را برعهده بگیرد. حسین ابتدا نماینده‌ای به نام مسلم بن عقیل را به کوفه فرستاد و هزاران نفر با مسلم بیعت کردند. مسلم نامه‌ای خوشبینانه از اوضاع کوفه برای حسین فرستاد؛ اما در همین حین، یزید، شخصی به نام عبیدالله بن زیاد را به ولایت کوفه گماشت. ابن‌زیاد با مسلم برخورد کرد و مسلم ناچار شد قیام را جلو بیندازد؛ اما قیامش موفقیت‌آمیز نبود و او اسیر و در نهایت کشته شد. کوفیان نیز از برخورد خشن ابن‌زیاد ترسیدند و پشت حسین را خالی کردند. این در حالی بود که حسین در راه کوفه بود. حسین در برخورد با کوفیانِ همراه حر بن یزید ریاحی، به آنها گفت که اگر حامی‌اش باشند، به کوفه خواهد آمد و اگر نباشند به جای اولش باز خواهد گشت؛ اما ابن‌زیاد اجازهٔ هیچ حرکتی را نمی‌داد و راهی برای حسین غیر از بیعت کردن با یزید یا کشته شدن باقی نگذاشت. حسین کشته‌شدن را ترجیح داد و در نبرد کربلا در دهم محرم ۶۱ به همراه یارانش کشته شد. بنابراین، کوفیان به سرعت پشیمان شدند و قیام توابین و قیام مختار ثقفی شواهدی بر این مدعا هستند.

### شیعیان پس از کربلا
پس از واقعهٔ کربلا، سجاد چندین سخنرانی داشت که ممکن بود احساسات عمومی را علیه امویان برانگیزد. یزید بعدها سعی کرد مسئولیت قتل حسین بن علی را به گردن ابن‌زیاد بیندازد و از طرفی در ماجرای حره، زمانی که امویان، تمام مردم مدینه را مجبور به بیعت با یزید کردند، تنها کسی که از این قضیه مستثنی شد، سجاد بود. امامت سجاد با فتنه دوم مقارن بود. گروه‌های قدرت‌طلب مختلف در حال مبارزه با یکدیگر بودند و حمایت سجاد از یک از این گروه‌ها، می‌توانست قدرت زیادی به آن گروه ببخشد. اگرچه پیروزی گروه مورد حمایت سجاد می‌توانست شرایط بهتری را برای شیعیان فراهم کند، اما احتمال شکست هم وجود داشت؛ اگر گروه مورد حمایت سجاد شکست می‌خورد، این موضوع نتایج فاجعه‌باری برای شیعیان می‌داشت. خضری می‌گوید سجاد به «مبارزهٔ پنهانی» روی آورده بود؛ چراکه در آن برههٔ حساس، کوچک‌ترین اشتباه می‌توانست شیعه را به نابودی بکشاند. در هر صورت، طی جنگ، حواس خلافت اموی به سرکوب رقبا معطوف شد و باعث شد فشارها علیه شیعیان دست‌کم برای مدتی کاهش یابد.
در سال ۹۵ قمری یا ۷۱۳ میلادی، سجاد درگذشت و محمد باقر، رهبری سادات حسینی را برعهده گرفت. اکثر شیعیان او را به‌عنوان امام پذیرفتند. در دورهٔ او، همزمان با شکل‌گیری مذاهب فقهی اهل‌سنت، شیعیان منزوی کوفه نیز برای حل مسائل فقهی و دیگر امور مذهبی خود سراغ وی می‌رفتند. این شد که محمدباقر مکتب فقهی شیعی را تأسیس کرد. محمد باقر غالباً از سوی امویان تحت فشار قرار داشت تا اینکه در زمان خلافت هشام بن عبدالملک، این فشارها مضاعف شدند؛ حتی برخی منابع شیعی، هشام را مسئول قتل او می‌دانند. محمد باقر هم مثل پدرش، غالباً سیاست تقیه را در پیش گرفته و روی تبیین و تدریس مبانی نظری خود تمرکز کرده بود؛ او از هرگونه اقدام سیاسی عمومی اجتناب می‌کرد و تأکید داشت که به مردم عراق اعتماد ندارد.

## زید و شیعیان

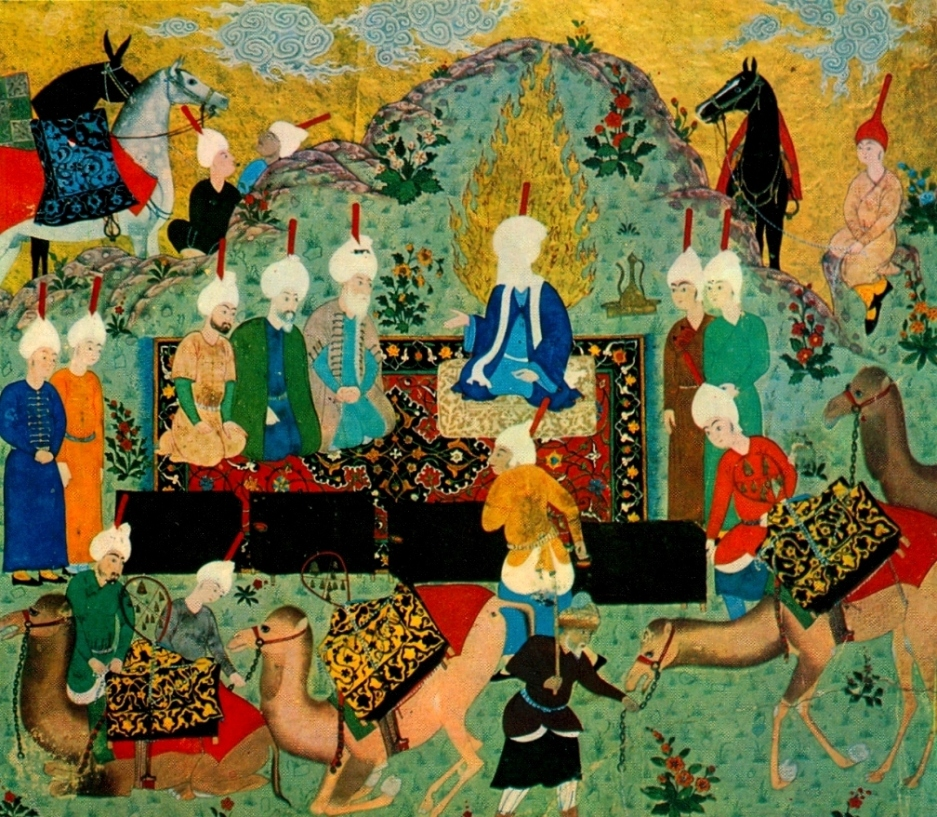
مینیاتوری مربوط به عصر صفوی از محمد باقر در میان جمعی

### زید
محتمل است که زید در سال ۷۵ هجری متولد شده باشد. مادر او کنیزی سِنْدی بود که مختار ثقفی به سجاد هدیه کرده بود؛ یا اینکه خود سجاد کنیز را خریده بود. این موضوع که مادر زید، کنیزی غیرعرب بود، باعث می‌شد که واجد شرایط خلافت نباشد. محافل شیعی رابطهٔ محمد باقر و زید را «صمیمانه» توصیف می‌کنند. محمد باقر حتی بعداً در پروندهٔ اختلافِ میان سادات حسنی و حسینی، زید را بعنوان نماینده‌اش منصوب کرد. زید از علمای بزرگ علویان بود. مادلونگ می‌نویسد: «او از لحاظ دانش، به جایگاه والایی دست پیدا کرده بود». زید در میان مخالفان خلافت اموی، محبوبیت زیادی داشت.

### تفکرات زید و نگرش محمدباقر
زید سال‌ها قبل از قیامش، اندیشهٔ شورش مسلحانه علیه خلافت اموی را در سر داشت. وی معتقد بود روش مبارزه با رژیم ظالم حتماً باید نظامی و مسلحانه باشد.
این طرز تفکر بعدها به «قیام به سیف» مشهور شد. جمله‌ای از زید نقل شده‌است که در آن «لباس التقوی» را به معنای «سلاح» تفسیر کرده‌است. به نوشتهٔ رسول جعفریان، این طرز تفسیر نشان‌دهندهٔ اندیشه‌های میلیتاریستی زید است. خضری باور دارد محمد باقر و زید میان خودشان توافقی نانوشته داشتند؛ قرار بود محمد باقر رهبری فکری-علمی را ادامه بدهد و زید و پسرش یحیی مستقیماً به مبارزه با خلافت اموی بپردازند تا درصورت شکست جنبش سیاسی، تشیع در معرض نابودی قرار نگیرد. لکن برخلاف خضری، منابعی مانند دانشنامه اسلام گزارش می‌کنند که گفته می‌شود محمد باقر، زید را هم از قیام کردن برحذر می‌داشته‌است. بنا بر روایت مسعودی، وقتی زید از محمد باقر دربارهٔ قیام کردن مشورت خواست، اینطور پاسخ گرفت که نباید روی بیعت کوفیان حساب کرد؛ زیرا آنها قبلاً هم به اعتماد اهل بیت خیانت کرده‌اند.
عقیدهٔ دیگر زید این بود که امام بودنِ «امام» بسته به این است که در میان مردم حضور پیدا کرده و حقش را مطالبه کند. در پاسخ، محمد باقر به زید گفت که بر مبنای این نظریه، امام بودنِ پدرشان، سجاد، که چنین مطالبه‌ای نکرده مخدوش خواهد شد. همچنین پیروان زید اعتقاد داشتند که «امام»، باید فردی از اهل بیت باشد که در معلومات دینی از بقیه داناتر است. اما پیروان محمد باقر بر این عقیده بودند که معارف دینی لازمه برای یک امام، از طریق نسب (به فردی که خدا تعیین کرده‌است) به ارث می‌رسد. علی‌رغم همهٔ اختلافات ایدئولوژیک، بین محمد باقر و زید روابط خوبی برقرار بود.

### پروندهٔ موقوفات علی بن ابی‌طالب
موقوفات علی بن ابی‌طالب پس از درگذشت حسن مجتبی در اختیار سادات حسنی قرار گرفته بودند. رهبر سادات حسینی، محمد باقر، زید را بعنوان نمایندهٔ خود منصوب کرد. مادلونگ می‌نویسد این اختلاف فقط بر سر موقوفات نبوده‌است بلکه احتمالاً سادات حسنی داعیهٔ امامت و خلافت را هم داشته‌اند. او همچنین می‌نویسد که عبدالله بن حسن برای خود و بعدتر برای پسرش جاه‌طلبی‌هایی داشت. رسول جعفریان می‌نویسد منشأ اختلاف آنجا بود که عبدالله بن حسن، پسرش محمد را «قائم آل محمد» معرفی کرد. بنی عباس نیز به اختلافات دامن می‌زدند. گزارش شده‌است که عبدالله بن حسن، زید را نزد والی مدینه به داشتن ادعای خلافت متهم کرد؛ او همچنین این موضوع را پیش کشید که زید به این دلیل که مادرش کنیزی غیرعرب بوده‌است، صلاحیت خلافت را ندارد. زید از این بابت نزد فاطمه بنت حسین، مادر عبدالله بن حسن (که عمه زید نیز محسوب می‌شد)، گلایه کرد؛ ولی مادرِ عبدالله به او گفت که در ازای توهینی که به مادر زید شده، زید می‌تواند متقابلاً به مادر عبدالله توهین کند. زید بعداً با افترا زدن به مادر عبدالله، از او انتقام گرفت. والی مدینه نیز از این اختلافات استفاده می‌کرد تا آبرو و حیثیت خاندان علی را نزد مردم ضایع کند. وقتی زید متوجه این موضوع شد، از پرونده کنار کشید و به عبدالله بن حسن اطمینان داد که دیگر این موضوع را نزد والی مدینه مطرح نخواهد کرد.

### امامت جعفر صادق
در سال ۱۱۴ محمد باقر درگذشت. در پی وفات وی پیروانش به چند گروه تقسیم شدند، در این میان گروهی نیز به زید بن علی ملحق شدند؛ لکن غالب پیروان محمد باقر بنا بر نصّ او، معتقد به امامت جعفر صادق شدند. دفتری می‌گوید احتمالاً بخاطر همین نص بود که عده‌ای از طرفداران زید نیز دست از حمایت از حرکات انقلابی او کشیدند و دور جعفر صادق جمع شدند. جنبش و نظریات زید از قبل از امامت جعفر صادق به خوبی جا افتاده بودند؛ زمانی که جعفر صادق به امامت رسید، توجه‌ها معطوف اظهارنظرهای انقلابی زید بود.
زید عموی جعفر صادق محسوب می‌شد. جعفر صادق نیز مانند پدرش علیه زید اقدامی نمی‌کرد؛ صادق حتی آشکارا احترام زیادی به زید می‌گذاشت.
در برخی منابع شیعی نظیر رجال النجاشی و المحاسن گزارش شده‌است که زید به امامت جعفر صادق اذعان داشته و گفته‌است: «جعفر، امام ما در حلال و حرام است». جعفریان می‌گوید روایاتی هم وجود دارند که با روایت مزبور تعارض دارند. او احتمال می‌دهد که زید، امامت علمی جعفر صادق را قبول داشته، لکن درمورد امامت سیاسی اینطور نبوده و بدون اذن جعفر صادق به قیام اقدام کرده‌است. جعفریان با برشمردن شواهد و قرائن، می‌گوید جعفر صادق از قیام زید «راضی نبوده»، ولی شخصیت اخلاقی او را تأیید می‌کرده‌است. رحمتی و ناجی (در دانشنامه جهان اسلام) می‌گویند که جعفر صادق، زید را صراحتاً از قیام منع نکرد. بین مرگ و زندگی، زید، مرگ را انتخاب کرد.

هر کس به دنبال علم است، نزد برادرزاده‌ام جعفر برود؛ و هر کس به دنبال جهاد است، نزد من بیاید.

## قضیه عبدالله القسری

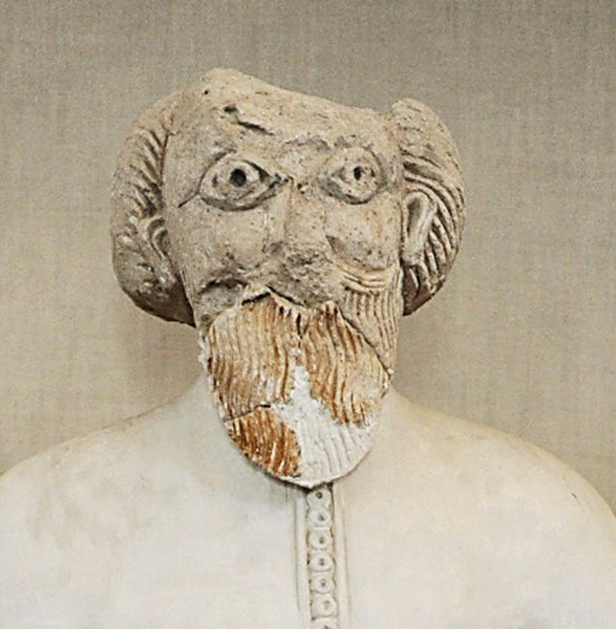
سردیس هشام بن عبدالملک

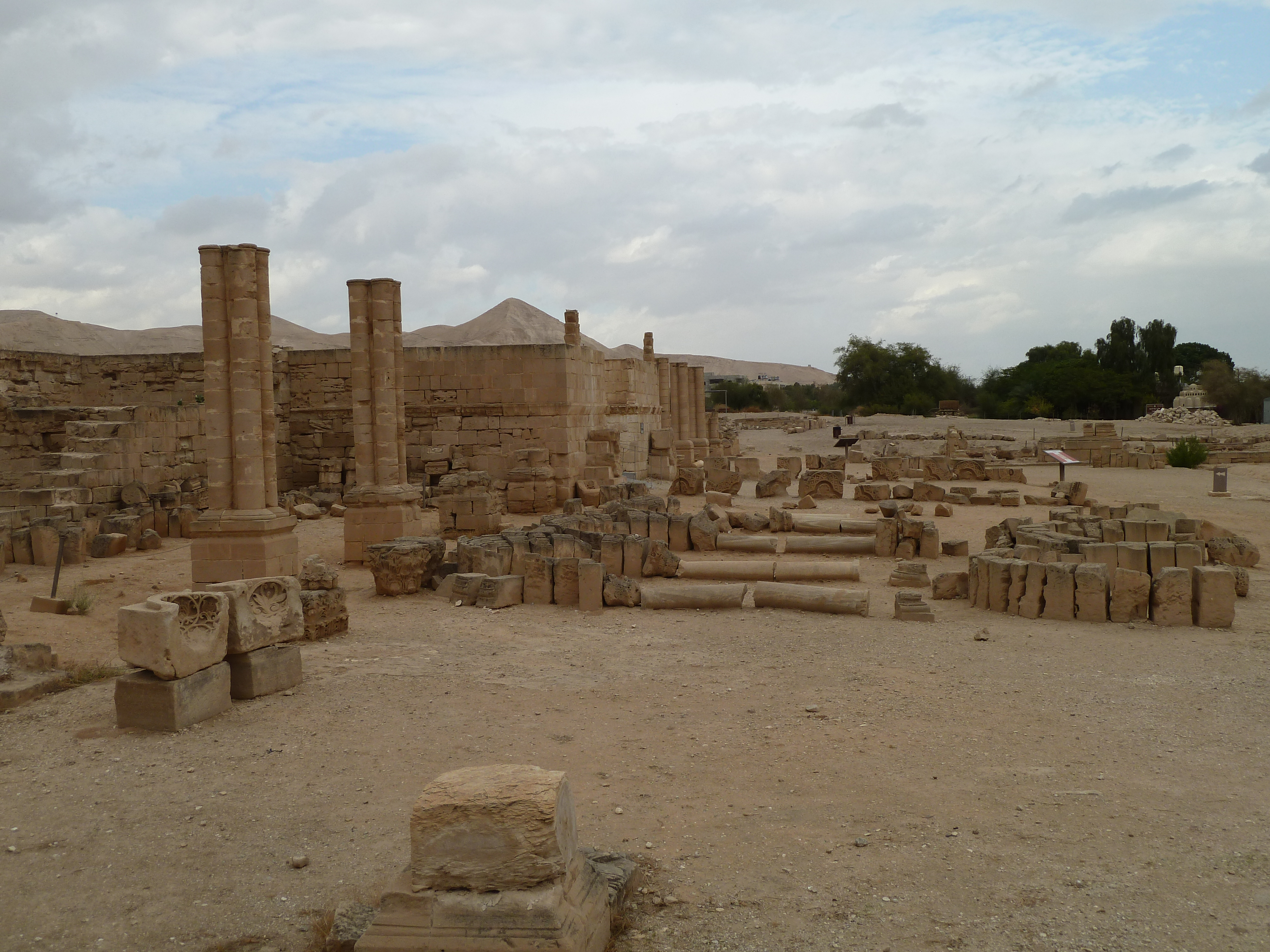
کاخ هشام بن عبدالملک در شام

در جمادی الاول سال ۱۲۰ هجری، «عبدالله القَسْری»، والی کوفه، عزل شد و یوسف بن عمر ثقفی جانشین وی شد. یوسف بن عمر که از اقوام هشام بن عبدالملک بود. عبدالله القسری را برای یافتن مسائل فساد مالی او تحت شکنجه قرار داد یا القسری تحت شکنجه اقرار کرد یا اینکه دیگرانی گفتند که او مبالغی را برای زید بن علی فرستاده‌است.
هشام به‌طور کلی نسبت به زید نگاهی منفی داشت و از جانب وی احساس خطر می‌کرد. از زید نقل شده‌است که شخصی در حضور او و هشام، به محمد توهین کرد ولی هشام هیچ عکس‌العملی نشان نداد.
زید را به کوفه خوانده شد تا از او در مورد اتهامات مالی سؤال و جواب کنند. وقتی مردم کوفه خبردار شدند با او ملاقات کرده و با او بیعت کردند تا در برابر هشام قیام کند. ولی در زمان جنگ، همانند پدربزرگش حسین او را تنها گذاشتند. گفته شده‌است که زید آنها را رافضی خواند چون در آخرین ساعات زندگی او را ترک کردند. بهانه اهل کوفه برای ترک زید امتناع او از توهین به دو خلیفه ابوبکر و عمر بود. زید به سختی روافض را سرزنش کرد و این نام را سلفی‌ها تا امروز برای اشاره به شیعیان دوازده امامی به کار می‌برند.

## مقدمات
در آخرین ساعات منتهی به قیام، وقتی زید مقدمات قیامش را مهیا می‌کرد، عده‌ای از شیعیان از زید دربارهٔ خلافت شِیْخَیْن (ابوبکر و عمر) پرسیدند. زید پاسخ داد که «خدا آنها را رحمت کند، اگرچه خلافت حق اهل بیت بود و آنها این حق را پایمال کردند؛ اما طبق قرآن و سنت و عدالت رفتار کردند». بدین‌ترتیب زید از دو خلیفهٔ اول تَبَرّی نکرد. حالت دیگری از روایت این است که لشکریان زید از ابوبکر انتقاد می‌کردند که زید آنها را از این کار منع کرد. این موضع‌گیری زید، گروهی از شیعیان را از او دور کرد. جمعیت کثیری بیعت خود را با زید شکستند. به روایتی، زید این افراد را «رافضی» خواند. بدین‌ترتیب، شیعیان بر سر حمایت یا عدم حمایت از زید، دو گروه شدند.
نجاشی ذیل نام یکی از اصحاب محمد باقر نوشته‌است که این شخص، تنها فرد از اصحاب محمد الباقر بود که در قیام زید شرکت کرد؛ به تعبیر دیگر، می‌توان از گزارش نجاشی چنین برداشت کرد که تنها یک نفر از اصحاب محمد باقر در قیام زید شرکت جست.

## خروج

### روز دوم
فرهاد دفتری، مورخ، مرگ زید را با این جملات توصیف می‌کند: «یک واقعهٔ تراژدیک که یادآور سرنوشت حسین (پدربزرگ زید) بود».

## تأثیرات، نظرات و تحلیلها

### نظرات شیعیان
رویکرد ائمه اثنی‌عشری
احادیثی که از محمد باقر و جعفر صادق دربارهٔ قیام زید بن علی نقل شده‌اند، سه دسته‌اند.
رویکرد منابع شیعی اثنی‌عشری